# لوئیس فان
لوئیس فان (چینی: 樊少皇؛ انگلیسی: Louis Fan؛ زادهٔ ۱۹ ژوئن ۱۹۷۳) بازیگر اهل هنگ کنگ است.
از فیلم‌ها یا برنامه‌های تلویزیونی که وی در آن نقش داشته است، می‌توان به ایپ من، پرواز شمشیرهای دروازه اژدها و میمون شاه اشاره کرد.